# Louis Johnson
Louis Johnson (Los Angeles, 13 aprile 1955 – Las Vegas, 21 maggio 2015) è stato un bassista e produttore discografico statunitense, considerato uno dei più importanti bassisti di sempre.
Johnson è conosciuto per le sue numerose partecipazioni come session man (la più importante di queste è stata certamente la partecipazione alla realizzazione dell'album di Michael Jackson Thriller), per la sua partecipazione, assieme a suo fratello George, nel gruppo dei The Brothers Johnson, e per aver sviluppato la tecnica dello slap nel basso elettrico parallelamente a Larry Graham.

## Biografia
Nato a Los Angeles, California, nel 1955, in una famiglia dalla forte inclinazione musicale, Johnson formò alla fine degli anni sessanta la band "Johnson Three Plus One" assieme a suo fratello George. La band iniziò la sua attività professionale accompagnando varie personalità del soul come Bobby Womack e The Supremes, abbandonando in seguito il progetto per passare a far parte del gruppo di accompagnamento di Billy Preston, per il quale hanno scritto le hits Music in My Life e The Kids and Me.
Nel 1973 furono contattati da Quincy Jones per la registrazione del suo LP Mellow Madness. Nello stesso periodo Johnson partecipa ad un tour in Giappone con la band di Jones. Jones inoltre produce l'album di debutto dei The Brothers Johnson nel 1976, questo segnerà l'inizio di una larga e fruttuosa collaborazione tra i due, giacché da allora Quincy Jones ha potuto contare del servizio di Johnson in una grande quantità di produzioni.
La collaborazione con Quincy Jones ha reso Johnson uno dei più apprezzati ed utilizzati sessionman della costa ovest nordamericana, rendendolo partecipe di un gran numero di sessioni di registrazione per alcuni degli artisti più famosi dagli anni settanta ad oggi, tra cui Michael Jackson, Aretha Franklin, George Benson, Stevie Wonder, Ray Charles, Herbie Hancock, Lee Ritenour, Donna Summer, Paul McCartney, The Carpenters, Chaka Khan, Björk e George Duke.

## Discografia

### Solista
- 1981 - Passage (A&M Records)
- 1985 - Evolution (Capitol Records)

### Con i Brothers Johnson
- 1976 - Look out for #1
- 1977 - Right on Time
- 1978 - Blam
- 1980 - Light up the Night
- 1981 - Winners
- 1982 - Blast
- 1984 - Out of Control
- 1988 - Kickin'
- 1994 - Funkadelia
- 1996 - Brothers in Love
- 2001 - Stomp!
- 2004 - Strawberry Letter 23: Live